# Stanislav Hofmann
Stanislav Hofmann (* 17. června 1990) je český profesionální fotbalista, který hraje na pozici středního obránce za klub FC Zbrojovka Brno.

## Klubová kariéra
Hofmann je od 5 let mládežnickým odchovancem klubu Baník Most a svou seniorskou kariéru v něm zahájil v roce 2008. Do prvoligového klubu Slovácka přestoupil 18. května 2012. V letech 2013 až 2015 byl na hostování v Baníku Sokolov, poté se vrátil do klubu z Uherského Hradiště, kde se stal stálým členem základní sestavy. Smlouvu s klubem prodloužil 22. června 2021 po 9 sezónách v klubu. Hofmann pomohl Slovácku k zisku první domácí trofeje v historii, MOL Cupu 2021/22, když 18. května 2022, přesně 10 let od svého přestupu do Slovácka, asistoval u druhého gólu svého týmu při výhře 3:1 nad pražskou Spartou. K říjnu 2022 je se 197 starty na 4. místě v počtu startů za Slovácko.
Dne 8. února 2025 podepsal smlouvu v brněnské Zbrojovce.

## Reprezentační kariéra
Hofmann hrál za mládežnické reprezentace České republiky až do reprezentace do 20 let.

## Osobní život
V červnu 2018 se oženil s manželkou Libuší a má 2 děti.

## Úspěchy
Slovácko
- MOL Cup: 2021/22